# Aloys Hennes
Aloys Hennes, född 8 september 1827 i Aachen, död 8 juni 1889 i Berlin, var en tysk pianist.
Hennes, som var elev till Ferdinand Hiller och Carl Reinecke, var pianolärare i bland annat Wiesbaden och (1872) Berlin och från 1881 lärare vid Xaver Scharwenkas musikkonservatorium där. Han gjorde sig bekant främst genom sina instruktiva Klavierunterrichtsbriefe.